# スリップ・コーチ
スリップ・コーチ（英語: Slip coach, Slip carriage）とは、鉄道車両のうち、走行中の列車から解結（突放）することが可能な客車（コーチ）を指す。主にイギリスやアイルランドで用いられた。
北米ではフライング・スイッチ（Flying switch）とも呼ばれる。

## 概要

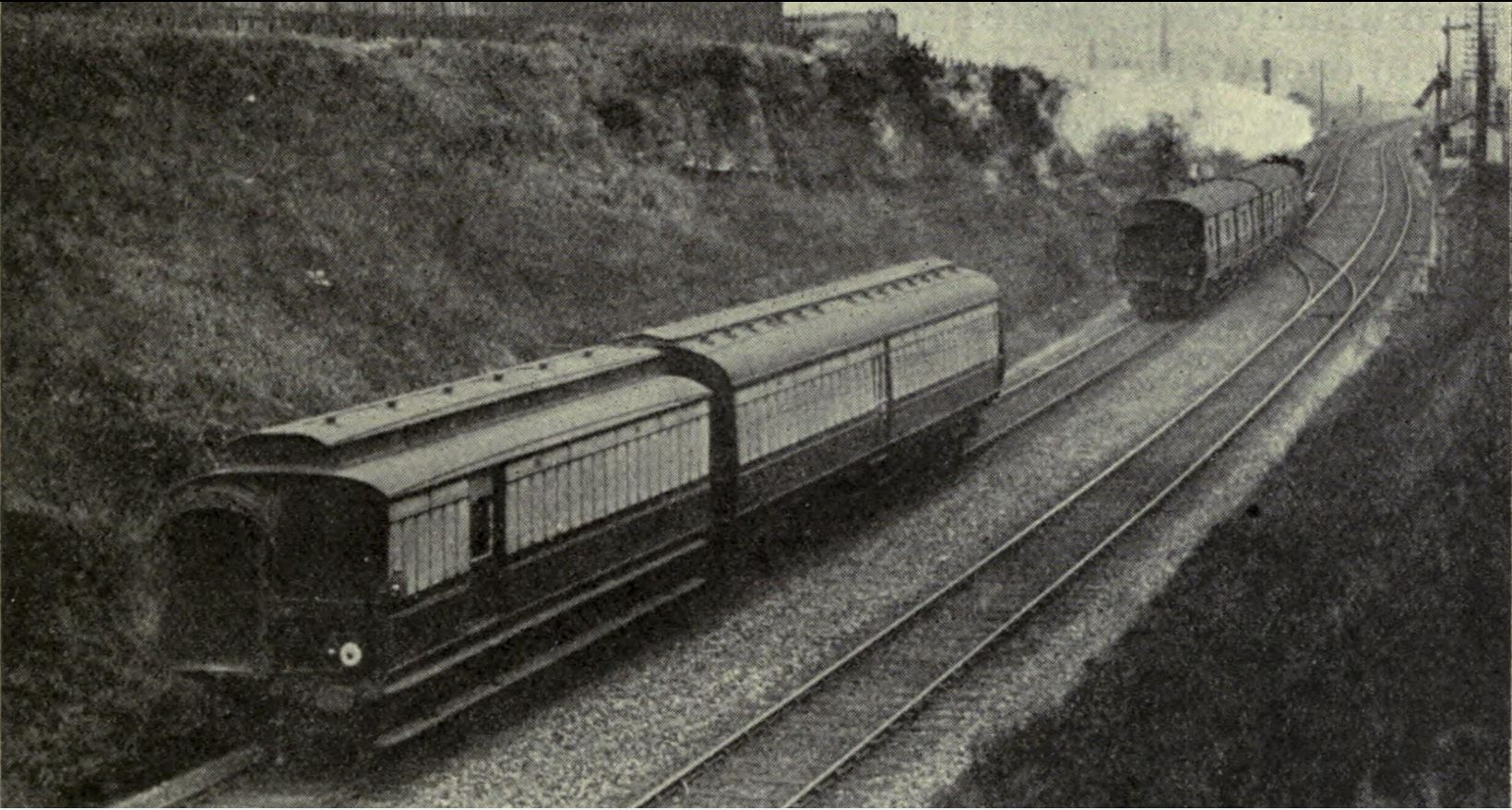
走行中の列車から切り離されたスリップ・コーチ

鉄道会社同士の競争が激しかった時代、各社とも所要時間の短縮に努めていた。スリップ・コーチは、途中駅への停車を可能な限り減らす目的で開発されたものであった。
急行列車が目的の駅に接近すると、スリップ・コーチは車掌の操作により列車から切り離されて惰性で走行し、車掌のブレーキ操作によって駅に停車する。目的の駅で急行列車がプラットホームのない線路を通過する場合、スリップ・コーチは駅の少し手前で停車し、入換機関車でプラットホームまで移動させていた。また、複数のスリップ・コーチを連結して駅ごとに切り離していったり、1つの駅で数両のスリップ・コーチを切り離すこともあった。
途中駅に停車したスリップ・コーチがそのまま支線の列車に連結されることもあり、急行列車の乗客は乗り換えることなく支線の駅まで行くことができた（いわゆる多層建て列車）。なお、これとは逆方向の場合、スリップ・コーチは各駅停車の列車に連結されて急行列車が停車する近くの駅まで行き、そこで最終目的地まで行く急行列車に連結されていた。

## 車両
スリップ・コーチはそれ専用の車両が製造され、通常は合造車で各等級の席が1両にまとめられていた。車両の一端に連結器の切り離しとブレーキ操作を行う部屋が用意されており、車掌がそこで操作を行うとともに、荷物の保管も行えるようになっていた。

## 歴史
スリップ・コーチは、機関車ではなくケーブルで列車を牽引していた1840年頃のロンドン・アンド・ブラックウォール鉄道で使用されていた例がある。機関車牽引の列車でスリップ・コーチの運転が行われた最初の例は、ロンドン・ブライトン・アンド・サウス・コースト鉄道のヘイワーズ・ヒース駅で、1858年2月のことであった。同年中に追随する会社があり、次第にスリップ・コーチは増加していった。
1914年の時点では、合計200両ほどのスリップ・コーチが運用されていた。しかし第一次世界大戦によりイギリスの鉄道網は政府の監督下におかれ、軍事輸送が優先されてこうした手間のかかる運行方法は廃れていった。1918年には17両しか残っておらず、戦後もこれを復活させる会社は少なく、ほとんどの会社は運行を廃止した。これは列車の加速性能が改善されたこと、固定編成の列車が導入されたこと、スリップ・コーチの運行に伴う乗客1人あたりの費用がかさむことなどが理由とされている。
サザン鉄道は、ブライトン本線が電化された1932年4月にスリップ・コーチを廃止した。ロンドン・アンド・ノース・イースタン鉄道における最後のスリップ・コーチは、リバプール・ストリート駅からの2本の列車で1936年のことであった。18時発の列車がウォルサム・クロスで古いグレート・イースタン鉄道製3軸スリップ・コーチを切り離したものと、クラクトン＝オン＝シー行き急行列車がマークス・テイ駅にてベリー・セント・エドモンド駅行きの貫通路つきの新しい世代のスリップ・コーチを切り離したものであった。残されたスリップ・コーチも、第二次世界大戦中に一旦全廃された。
第二次世界大戦後、四大鉄道会社（ビッグ・フォー）の国有化によりイギリス国鉄が発足すると、旧グレート・ウェスタン鉄道を引き継いだウェスタン・リージョンでは数両のスリップ・コーチを復活させたが、最終的にビスター・ノース駅において1960年9月10日の運行を最後に廃止された。